# Resolución 1937 del Consejo de Seguridad de las Naciones Unidas
La resolución 1937 del Consejo de Seguridad de las Naciones Unidas, aprobada por unanimidad el 30 de agosto de 2010, recordando todas las resoluciones anteriores sobre el Líbano, en especial las número 425, 426, 1559, 1680, 1701, 1773, 1832 y 1884, decidió prorrogar hasta el 31 de agosto de 2011 el mandato de la Fuerza Provisional de las Naciones Unidas para el Líbano (FPNUL) y exhortó enérgicamente a las partes interesadas a respetar la demarcación de la Línea azul.

## Resolución

### Observaciones
En el preámbulo, el Consejo de Seguridad exhortó a las partes interesadas a aplicar todas las disposiciones de la resolución 1701 de 2006. Expresó su preocupación por las violaciones cometidas en relación con esa resolución, en especial el a su juicio grave incidente armado ocurrido el 3 de agosto de 2010 entre tropas del Líbano e Israel en la frontera entre ambos países, en donde murieron tres soldados libaneses y un oficial israelí. En relación con dicho incidente, el Consejo aguardaba el resultado de la investigación que realizaba la FPNUL. Para el Consejo tenía especial relevancia el cumplimiento de la prohibición total de venta y suministro de armas de acuerdo a una disposición de la resolución 1701.
El Consejo de Seguridad agradeció y apoyó la labor realizada por la FPNUL, con especial mención a su comandante, estimando necesario que la Fuerza Provisional dispusiera, con ayuda de los Estados miembros de la Organización, de todos los medios y equipos necesarios para realizar su misión. El Consejo recordó también la solicitud expresa realizada por el Gobierno del Líbano por prorrogar un año más el mandato de la FPNUL, misión que debía ayudar a ejercer su autoridad en todo el territorio del Líbano y asegurar que no se realizaran actividades hostiles en él. Finalmente, y según el informe favorable del Secretario General, el Consejo de Seguridad determinó que la situación en el Líbano seguía constituyendo una amenaza para la paz y seguridad internacionales.

### Acciones
De acuerdo a las conclusiones, el Consejo de Seguridad decidió prorrogar un año más, hasta el 31 de agosto de 2011, la misión de la FPNUL en el Líbano. Para el Consejo, el despliegue de esta fuerza de las Naciones Unidas junto al Ejército del Líbano había conseguido crear un entorno estratégico en el sur del país, por lo que se instaba al gobierno libanés que aumentase la cooperación y el número de efectivos propios.
El Consejo de Seguridad deploró el incidente del 3 de agosto entre el Líbano e Israel y en el que también se vieron implicados efectivos de la FPNUL. Instó a las partes a respetar la Línea azul y a alcanzar un acuerdo de alto el fuego permanente y una solución definitiva de acuerdo a lo estalecido en la resolución 1701. Se reafirmó en la voluntad de establecer una zona libre de todo personal armado, a excepción de las tropas de la FPNUL y del Gobierno del Líbano, entre el río Litani y la Línea azul. El Consejo instó a Israel a acelerar su retirada de la parte norte de Al-Gayar, ocupada desde 2006.
Por último el Consejo de Seguridad destacó la importancia y la necesidad de lograr una paz amplia, justa y duradera en el Oriente Medio, basada en todas sus resoluciones pertinentes; y decidió seguir ocupándose de la cuestión.